# 탈분극

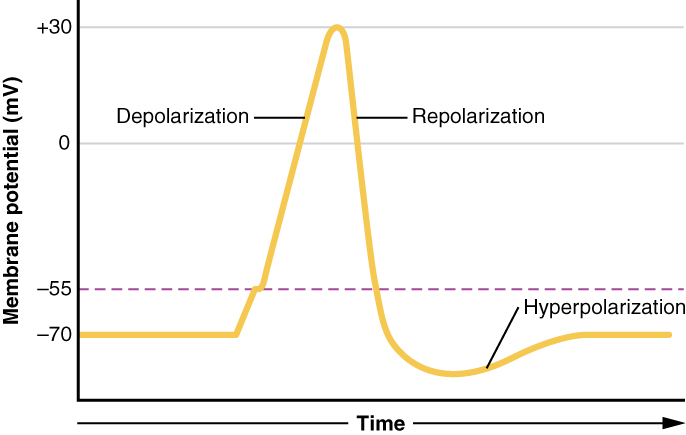
탈분극과 재분극(depolarization)을 통한 막전위(Membrane potential)

탈분극(Depolarization)은 생물학에서 세포가 극적인 전기적 변화를 겪는 동안 세포 내에서 일어나는 급격한 변화를 의미한다. 조직화된 동물의 조직을 구성하는 대부분의 세포들은 전형적으로 그 세포를 둘러싼 환경에 대하여 부정적인 면에서 반응하는 내부 환경을 유지한다.